# Bruno Roth
Bruno Roth (né le 23 avril 1911 à Francfort-sur-le-Main et mort le 21 avril 1998) est un coureur cycliste allemand. Actif dans les années 1930, il est champion d'Allemagne sur route en 1935. Il dispute deux Tours de France, en 1935, édition qu'il termine 23e place, et en 1936.

## Palmarès
- 1935
  - Champion d'Allemagne sur route
  - Rund um Berlin
- 1937
  - 3e étape du Tour d'Allemagne
- 1938
  - 2e du championnat d'Allemagne sur route

## Résultats sur les grands tours

### Tour de France
- 1935 : 23e
- 1936 : abandon (6e étape)